# السهال (حزم العدين)

تعديل مصدري - تعديل

السهال محلة تابعة لقرية الذراع، التابعة لعزلة الاجعوم بمديرية حزم العدين إحدى مديريات محافظة إب في الجمهورية اليمنية، بلغ تعداد سكانها 114 حسب تعداد اليمن لعام 2004.